# Rossano Pinti
Rossano Pinti (Foligno, 19 gennaio 1958) è un ex calciatore italiano, di ruolo portiere.

## Carriera

### Club
Nella stagione 1975-1976 è stato il terzo portiere del Perugia in Serie A, senza mai scendere in campo in partite ufficiali; l'anno seguente ha giocato 3 partite in massima serie, contribuendo al raggiungimento del sesto posto finale in classifica che consentì alla squadra umbra di giocare la successiva Coppa Mitropa. Nella stagione successiva ha giocato in Serie C con il Fano, per poi disputare un campionato da titolare con la Vis Pesaro in Serie C2 nella stagione 1978-1979, mentre nella stagione 1979-1980 ha giocato una partita in Serie C1 con la maglia della Salernitana.
Successivamente ha giocato in Serie C2 con le maglie del Monopoli (nella stagione 1980-1981) e, nella stagione 1981-1982, della Turris.

### Nazionale
Nel 1977 ha partecipato ai Mondiali Under-20, nei quali ha fatto da secondo portiere a Giovanni Galli senza mai scendere in campo.